# Valentin Bakfark

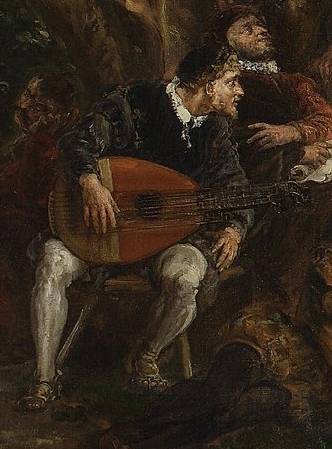
Valentin Bakfark – lutnista królewski uwieczniony na obrazie Rzeczpospolita Babińska Jana Matejki

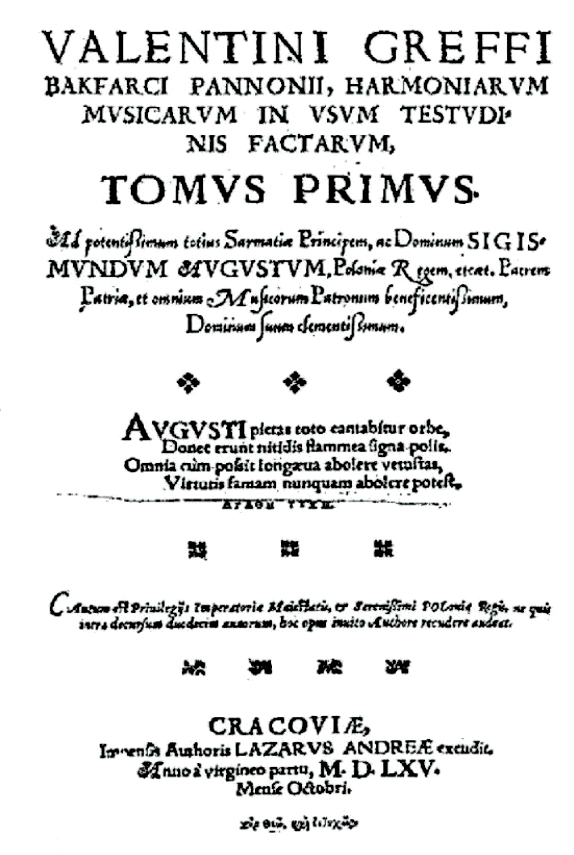
Karta tytułowa wydanej w 1565 roku „Harmoniarum musicarum in usum testudinis factarum, tomus primus”, autorstwa Valentina Bakfarka. Kraków, drukarnia Łazarza Andrysowicza.

Valentinus Greff Bakfark ur. jako Bálint Bakfark [ˈbaːlint ˈbɒkfɒrk], czasami znany jako Bachfarrt, Backvart, Bekwark; ur. między 1526 a 1530 w Braszowie (Siedmiogród), zm. 22 sierpnia 1576 w Padwie – węgierski kompozytor i wirtuoz-lutnista; lutnista i szpieg pruski na polskim dworze królewskim.

## Życiorys
Bakfark uczył się muzycznego rzemiosła na dworze przyszłego węgierskiego króla, Jana Zápolyi, a następnie przebywał we Włoszech i na dworze we Francji. W latach 1549–1565 (z trzyletnią przerwą 1551-1554) był lutnistą na dworze króla polskiego i wielkiego księcia litewskiego Zygmunta II Augusta w Wilnie. W tym czasie też dużo podróżował po Europie (Gdańsk, Augsburg, Lyon, Rzym, Wenecja, Królewiec). W 1559 roku kupił dom w Wilnie. W latach 60. XVI wieku odkryto, że Bakfark donosił o sytuacji na polskim dworze księciu pruskiemu Albrechtowi Hohenzollernowi. Utracił mecenat króla, jego dom w Wilnie zburzono w 1566 roku, a on sam uciekł do Poznania, a później do Wiednia. Następnie do roku 1568 (z trzymiesięczną przerwą) był nadwornym cesarskim lutnistą w Wiedniu, po czym powrócił na krótko do Siedmiogrodu, by ostatecznie osiąść w Wenecji. Zmarł 22 sierpnia 1576 na dżumę w czasie podróży, w Padwie.
Bakfark zyskał sławę poprzez swe zbiory muzyki lutniowej, zawierające intawolacje współczesnych mu madrygałów, chansons, motetów i tańców, jak również swe własne kompozycje, fantazje, odznaczające się wysokim poziomem techniki muzycznej i kunsztowną polifonią.
Jego druga tabulatura, dedykowana Zygmuntowi II Augustowi, była przez długie lata jedyną znaną wydaną w Polsce tabulaturą lutniową.

## Upamiętnienie
Jan Kochanowski poświęcił mu fraszkę O Bekwarku, a Jan Lechoń wydał w 1942 roku w Londynie tomik wierszy Lutnia po Bekwarku. Uwieczniony został na obrazie Jana Matejki pt. Rzeczpospolita Babińska.